# Eugorgia rubens
Eugorgia rubens is een zachte koraalsoort uit de familie Gorgoniidae. De koraalsoort komt uit het geslacht Eugorgia. Eugorgia rubens werd in 1868 voor het eerst wetenschappelijk beschreven door Verrill. 